# Мадагаскарская кухня

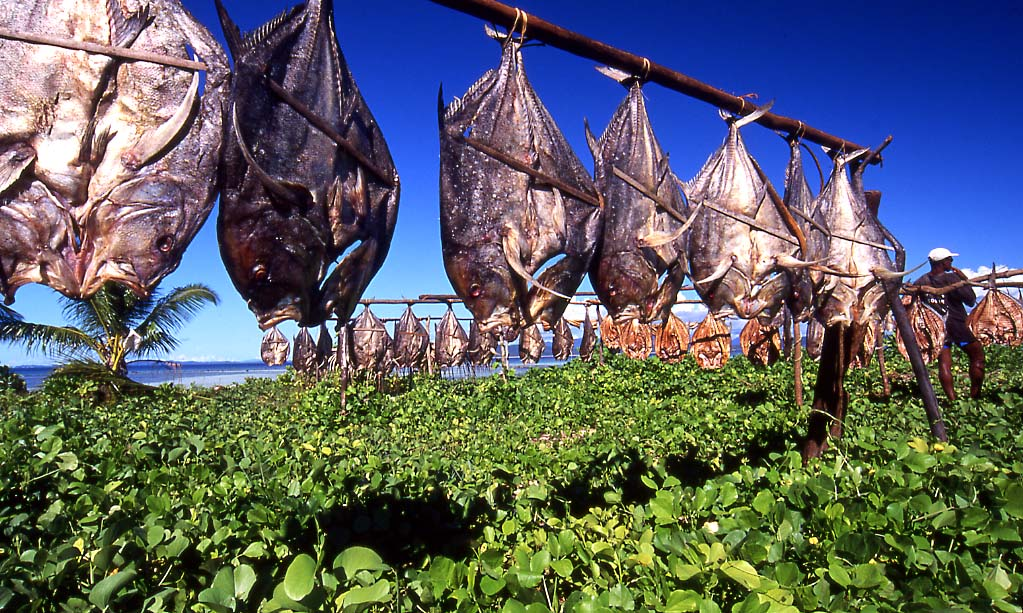

Мадагаскарская кухня (малаг. Sakafo malagasy, фр. Cuisine malgache) сочетает в себе множество разнообразных кулинарных традиций острова Мадагаскар, расположенного в Индийском океане. Блюда, употребляемые в пищу на Мадагаскаре, отражают влияние кулинарных традиций мигрантов из Юго-Восточной Азии, Африки, Индии, Китая и Европы, селившихся на острове в разное время с момента начала его освоения мореплавателями с Борнео в период между 100 и 500 годами н. э. Рис, составлявший основу малагасийской диеты, культивировался упомянутыми первыми переселенцами наряду с клубнями и другими традиционными для Южной Азии культурами. 
Рацион питания дополнялся добычей дичи и охотой на неё, что способствовало постепенному исчезновению представителей островной мегафауны — как млекопитающих, так и птиц. Впоследствии к источникам питания добавилась говядина в виде мяса зебу, завезённых на Мадагаскар восточноафриканскими мигрантами, начавшими прибывать около 1000 года н. э. Торговля с арабскими и индийскими купцами и участие через посредничество европейских торговцев в трансатлантической торговле обогатила кулинарные традиции острова, привнеся в них множество новых фруктов, овощей и приправ.
Главным блюдом современной мадагаскарской кухни на территории почти всего острова является рис, подаваемый с каким-либо гарниром; на официальном диалекте малагасийского языка рис именуется термином vary (вар), гарнир — термином laoka (лока). Лока представлена во множестве вариантов и может быть растительного или животного белкового происхождения, а также, как правило, включает в себя соус, приправленный такими ингредиентами, как имбирь, лук, чеснок, ваниль, соль, карри и, реже, другие специи или травы. В некоторых засушливых областях юга и запада острова в рационе скотоводческих семей место риса занимают кукуруза, маниока или творог, приготовляемый из ферментированного молока зебу. На всей территории острова доступно большое разнообразие солёных и сладких оладий, а также различная уличная еда и множество видов фруктов, характерных для тропического и умеренного климата. Местные напитки представлены фруктовыми соками, кофе, травяными чаями и обычным чаем, а из алкогольных распространены ром, вино и пиво.
Ассортимент блюд, потребляемых на Мадагаскаре к началу XXI века, даёт представление о богатой истории этого острова и разнообразии ныне населяющих его народов. Малагасийская пища варьируется от простых традиционных кушаний, сохранившихся со времён первых переселенцев, до изысканных блюд, подававшихся монархам королевства Имерина, правивших почти всем Мадагаскаром в XIX веке. Хотя основой классической местной кухни по-прежнему остаётся рис с гарниром, за последние 100 лет французскими колонизаторами и мигрантами из Индии и Китая были распространены многие другие продукты питания и их сочетания. В результате мадагаскарская кухня остаётся традиционной, но вместе с тем подвержена культурному влиянию новшеств извне.